# Air Chathams
Air Chathams Limited ist eine neuseeländische Regionalfluggesellschaft mit Sitz auf den Chathaminseln und Basis auf dem Flughafen Tuuta.

## Geschichte
Air Chathams wurde 1986 gegründet und fliegt seither im Linienverkehr zwischen den Chatham Islands und Neuseeland. Der Firmensitz ist auf Chatham Island. 
Ab 1996 betrieb Air Chathams ihre erste Convair 580, welche bei der Fluggesellschaft 2021 den weltweit letzten kommerziellen Flug dieses Flugzeugtyps absolvierte. Das Flugzeug war als Combi-Flugzeug mit Fracht und Passagieren betrieben worden. Über die Jahre standen nicht weniger als fünf Convairs im Dienst der Gesellschaft, 2005 waren es deren drei, wovon eine in Tonga flog. 2018 flogen bei Air Chathams fünf Convairs, drei Saab, eine ATR 72, drei Metroliner, eine Rockwell Commander 690 und eine Cessna 206.
Die in Tonga ab 2008 unter anderem mit Douglas DC-3, aber vor allem mit zwei Convairs und einer Britten-Norman BN-2 Islander. operierende Tochtergesellschaft Chathams Pacific stellte im März 2013 den Betrieb wieder ein.

## Flugziele
Air Chathams flog 2016 im Linienverkehr von Flughafen Tuuta nach Auckland, Christchurch und Wellington.
Im Februar 2025 bediente Air Chathams Auckland, Christchurch, Wellington, Wanganui, Whakatāne, Norfolk Island, Kapiti Coast und Pitt Island.

## Flotte

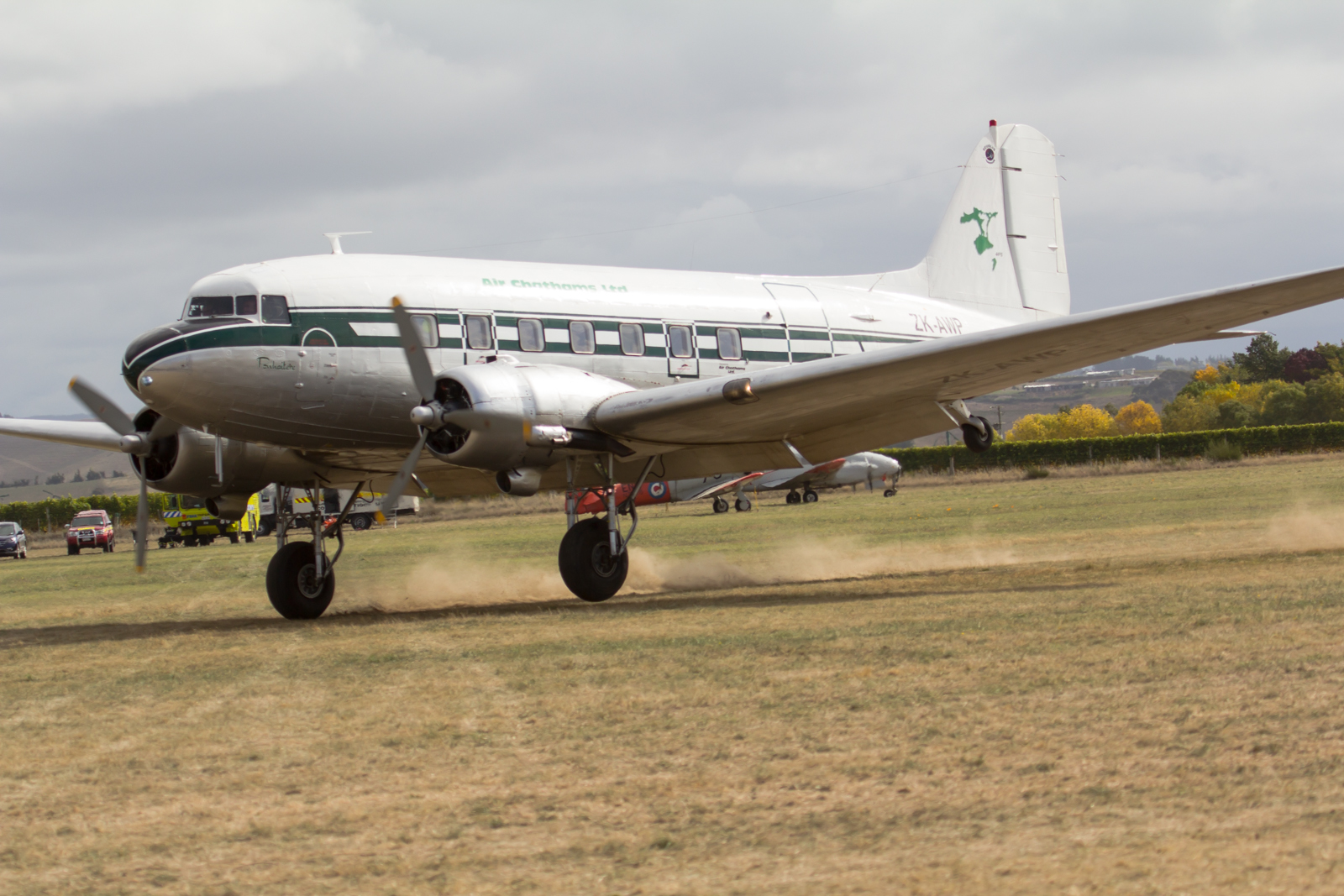
Douglas DC-3 der Air Chathams

Mit Stand Dezember 2022 besteht die Flotte der Air Chathams aus etwa 9 Flugzeugen:
| Flugzeugtyp                   | Anzahl | bestellt | Anmerkungen | Sitzplätze |
| ----------------------------- | ------ | -------- | ----------- | ---------- |
| ATR 72                        | 1      |          |             | 68         |
| Cessna 206                    | 1      |          |             | 5          |
| Douglas DC-3                  | 1      |          |             | 25         |
| Fairchild SA-227-AC Metro III | 3      |          |             | 19         |
| Saab 340A                     | 3      |          |             | 34         |
| Gesamt                        | 9      | –        |             |            |